# Fighter (film, 2010)
Pour les articles homonymes, voir Fighter.
Pour plus de détails, voir Fiche technique et Distribution.
Fighter, ou Le Coup de grâce au Québec (The Fighter), est un film dramatique américain réalisé par David O. Russell, sorti en 2010.
Inspiré de la vie du boxeur professionnel Micky Ward (incarné par Mark Wahlberg) et de son demi-frère Dicky Eklund (interprété par Christian Bale), le film met également en vedette Amy Adams et Melissa Leo, respectivement dans les rôles de la petite amie de Ward et de la mère de Ward et d'Eklund. Fighter marque la troisième collaboration entre Russell et Wahlberg après Les Rois du désert et J'adore Huckabees et la première entre le réalisateur avec Adams et Bale, qui se retrouveront pour American Bluff, en 2013.
Le long-métrage est d'abord sorti aux États-Unis le 10 décembre 2010 en exploitation limitée, avant de connaître une sortie nationale le 17 décembre 2010. En France, il est sorti le 9 mars 2011. Lors de sa sortie en salles, Fighter rencontre un large accueil critique et est cité dans sept catégories à la 83e cérémonie des Oscars, notamment celui de meilleur film et meilleur réalisateur et remporta deux prix, celui de meilleur acteur dans un second rôle pour Bale et meilleure actrice dans un second rôle pour Leo, devenant ainsi le premier film à remporter les deux statuettes dans ces catégories depuis Hannah et ses sœurs, vingt-quatre ans auparavant.
Il remporte aussi un succès commercial, rapportant 129,2 millions de dollars de recettes mondiales, pour un coût de production de 25 millions.

## Synopsis
En 1993 dans la ville de Lowell au Massachusetts. Micky Ward est un boxeur poids mi-moyen d'origine irlandaise issu d'une famille d'ouvriers composée de ses sœurs et de son demi-frère, Dicky Eklund. Sa mère Alice gère maladroitement sa carrière, tandis que Dicky est son entraineur. Mais la carrière de Micky stagne, enchaînant les défaites. De plus, Dicky, qui a connu son heure de gloire en 1978 lors d'un combat contre Sugar Ray Leonard, a sombré dans la drogue. La nuit d'un combat à Atlantic City, Micky apprend que son adversaire, malade, est remplacé par un autre boxeur, mais qui n'est pas de même catégorie. Malgré sa réserve, sa mère et son demi-frère acceptent le combat. Battu à plate couture, le jeune boxeur se sent frustré et pense mettre un terme à sa carrière. Mais il retrouve confiance en lui grâce à Charlene, une ancienne athlète universitaire devenue barmaid au caractère bien trempé.
Plusieurs semaines passent, Alice organise un autre combat pour Micky, qui émet des réserves et n'apprécie guère Charlene, tout comme les sœurs de Micky, en raison de sa soi-disant réputation de fille facile. Micky prévient sa famille qu'il a reçu une offre financière pour une formation à Las Vegas, mais Dicky veut égaler l'offre afin de garder Micky dans le giron familial. Avec l'aide de sa petite copine, qui se fait passer pour une prostituée, Dicky rançonne des clients en se faisant passer pour un policier. Mais des vrais policiers le remarque et le prenne en chasse, avant de l'arrêter pour avoir frappé des collègues. Prévenu de l'altercation, Micky tente d'empêcher la police de frapper son demi-frère, mais est lui-même pris à partie par un représentant des forces de l'ordre, qui lui fracture la main droite avec sa matraque et l'emmène également au poste. Lors de la mise en accusation, Micky est relâché, tandis que Dicky, qui n'en est pas à sa première infraction, est envoyé en prison.
Un soir, la diffusion sur HBO d'un documentaire sur les effets du crack dans lequel apparaît Dicky, grand consommateur de cette drogue, fait l'effet d'un choc pour lui ainsi qu'au sein de sa famille, ce qui amène Dicky à reprendre sa vie en main et arrêter de consommer de la drogue. Micky reprend sa carrière de boxeur grâce à son père et Charlene, qui sont convaincus de l'influence négative d'Alice et de Dicky. Les autres membres de son staff et son nouveau gérant, Sal Lanano, persuade Micky de reprendre la boxe à condition que sa mère et Dicky ne s'impliquent plus. Ils le font participer à des combats mineurs qui le remettent en selle et lui permette retrouver sa confiance à la suite des victoires qu'il remporte. Le boxeur reçoit la proposition d'affronter un boxeur invaincu. Il rend visite à Dicky en prison, qui lui conseille sur la manière d'affronter son adversaire, mais Micky ne veut pas l'écouter. Lors de son match, Micky est sur le point d'être battu quand il met en application les conseils de Dicky, ce qui lui permet de remporter la victoire.
Dicky sort de prison et, accompagné par Alice, rend visite à son frère à la salle d'entraînement, pensant reprendre son poste d'entraîneur, mais Micky l'informe qu'il ne fait plus partie de l'équipe. Cette décision provoque une vive tension entre Micky, Alice et Dicky, tandis que Charlene et O'Keefe, l'entraîneur, sont excédés. Par la suite, Micky et Dicky s'entraînent ensemble, mais le premier assène un violent coup au second. Alice réprimande Micky, qui s'énerve contre elle en lui disant qu'elle a toujours favorisé Dicky, avant de se réconcilier. Dicky se dirige vers la fumerie de crack, mais repart aussitôt pour se rendre chez Charlene afin de le convaincre à la fois qu'elle et lui ont besoin de Micky et de le laisser travailler avec son frère, ce qu'elle accepte. Dicky part s'excuser auprès de O'Keefe, tandis que Charlene et Micky se réconcilient. Le groupe se rend à Londres dans le but de décrocher le titre de champion du monde des poids mi-moyen. Après plusieurs rounds difficiles, Micky applique à nouveau les conseils de son frère, ce qui lui permet d'obtenir la victoire et de remporter le titre, ce qui rend fou de joie ses proches.
Quelques années plus tard, Micky prend sa retraite après avoir remporté des titres et un salaire à sept chiffres. Il a également épousé Charlene. Dicky est resté entraîneur.

## Fiche technique
Note : La fiche technique est établie, sauf mention contraire, à partir de la fiche du film du site IMDb.
- Titre : Fighter[3]
- Titre original : The Fighter
- Titre québécois : Le Coup de grâce
- Réalisation : David O. Russell
- Scénario : Scott Silver, Paul Tamasy et Eric Johnson, d'après une histoire de Paul Tamasy, Eric Johnson et Keith Dorrington
- Musique : Michael Brook
- Direction de la photographie : Hoyte Van Hoytema
- Direction artistique : Laura Ballinger
- Distribution des rôles : Sheila Jaffe
- Décors : Judy Becker (en)
- Costumes : Mark Bridges
- Maquillage : Ben Bornstein, Rob Fitz et Joe Rossi
- Son : Anton Gold
- Montage : Pamela Martin
- Production : Dorothy Aufiero, David Hoberman, Ryan Kavanaugh, Todd Lieberman, Paul Tamasy et Mark Wahlberg
  - Coproduction :  Ken Halsband, Jeff G. Waxman
  - Production exécutive : Darren Aronofsky, Keith Dorrington, Eric Johnson, Tucker Tooley et Leslie Varrelman
- Sociétés de production : Closest to the Hole Productions, Fighter, Mandeville Films, Relativity Media et The Weinstein Company
- Sociétés de distribution :  et  Paramount Pictures •  Metropolitan Filmexport
- Budget : 25 000 000 $[1]
- Format : couleurs – 2.35:1 – 35 mm — son Dolby Digital DTS
- Pays de production :  États-Unis
- Langue originale : anglais
- Genre : drame et biographie
- Durée : 116 minutes
- Dates de sortie :
  - États-Unis : 10 décembre 2010 (sortie limitée) • 17 décembre 2010 (sortie nationale)
  - Royaume-Uni : 4 février 2011
  - France : 9 mars 2011
- Classification :
  - États-Unis (Classification MPAA) : R (Restricted)[4]
  - France (CNC) : tous publics, art et essai[5]

## Distribution
- Mark Wahlberg (V.F. : Bruno Choel, V.Q. : Martin Watier) : Micky Ward
- Christian Bale (V.F. : Philippe Valmont, V.Q. : Patrice Dubois) : Dicky Eklund
- Amy Adams (VF : Caroline Victoria, V.Q. : Aline Pinsonneault) : Charlene Fleming-Ward
- Melissa Leo (VF : Christine Delaroche, V.Q. : Chantal Baril) : Alice Ward
- Mickey O'Keefe (V.F. : Michel Dodane, V.Q. : Marc Bellier) : lui-même
- Jack McGee (V.F. : Patrick Raynal, V.Q. : Manuel Tadros) : George Ward
- Melissa McMeekin (V.F. : Céline Rotard) : « Little Alice » Eklund
- Bianca Hunter (en) (V.F. : Céline Ronté) : Cathy « Pork » Eklund
- Erica McDermott (en) (V.F. : Odile Schmitt) : Cindy « Tar » Eklund
- Jill Quigg (V.F. : Anne Mathot) : Donna Eklund Jaynes
- Dendrie Taylor (V.F. : Laurence Charpentier) : Gail « Red Dog » Eklund
- Kate B. O'Brien (V.F. : Patricia Marmoras) : Phyllis « Beaver » Eklund
- Jenna Lamia (V.F. : Olivia Luccioni) : Sherri Ward
- Frank Renzulli (V.F. : Marc Alfos) : Sal Lanano
- Paul Campbell : Gary « Boo Boo » Giuffrida
- Caitlin Dwyer : Kasie Ward
- Chanty Sok (V.F. : Geneviève Doang) : Karen
- Shea Neary : Anthony Molinari
- Ted Arcidi (V.F. : Paul Borne) : Lou Gold
- Ross Bickell (V.F. : Thierry Murzeau) : Mike Toma
- Sean Malone (V.F. : Emmanuel Karsen) : Wolfie
- José Antonio Rivera : Gilberto Brown, dit Jose
- Art Ramalho : lui-même
- Sugar Ray Leonard : lui-même
- Al Conti (V.Q. : Vincent Davy) : Larry Merchant

 Sources et légende : version française (V.F.) sur RS Doublage et AlloDoublage, version québécoise (V.Q.) sur Doublage Québec

## Production

### Genèse du film

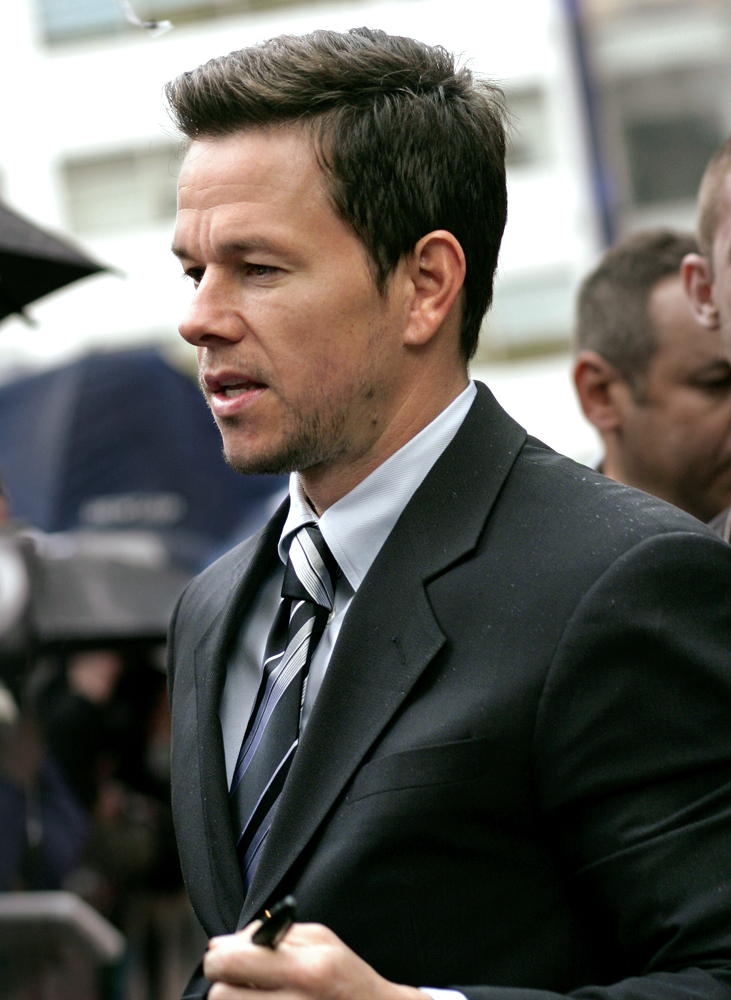
Mark Wahlberg, interprète de Micky Ward et producteur du film.

En 2003, Scout Productions a obtenu les droits pour faire un film sur Micky Ward et Dicky Eklund. Eric Johnson et Paul Tamasy furent engagés pour écrire le scénario, qui sera réécrit par Lewis Colick (en). En 2005, Mark Wahlberg rejoint le projet, avec comme intention de faire un récit équitable de la vie du boxeur. Paramount Pictures, distributeur du film aux États-Unis engage Paul Attanasio afin de réécrire le script de Colick dans une tentative de mettre l'accent sur les thèmes de la fraternité et de la rédemption. Dans l'espoir de commencer le tournage dans le Massachusetts en juin 2007, Wahlberg a fait lire le scénario à Martin Scorsese, espérant que le réalisateur le mettrait en scène, mais celui-ci déclina l'offre, bien que le comédien ait cité Raging Bull comme référence pour Fighter. Scorsese ne souhaitait pas réaliser un autre film sur la boxe. Darren Aronofsky est embauché en mars 2007 pour réaliser le long-métrage, avec une réécriture du script par Scott Silver six mois plus tard.
La production pour le tournage doit débuter en octobre 2008, Christian Bale est engagé pour remplacer Brad Pitt. À cette époque, Aronfosky a délaissé la réalisation du projet au profit d'un remake de RoboCop pour la Metro Goldwyn Mayer aujourd'hui abandonné, puis pour Black Swan.
Wahlberg et Bale choisissent David O. Russell pour réaliser le film en remplacement d'Aronofsky. Wahlberg avait déjà tourné sous la direction de Russell pour Les Rois du désert et J'adore Huckabees. Cependant, Aronofsky reste attaché au projet comme producteur exécutif pour ses contributions et est très enthousiaste que David O. Russell soit le réalisateur. En avril 2009, Relativity Media finance entièrement Fighter, la vente des droits internationaux de distribution allant à The Weinstein Company un mois plus tard.

### Casting

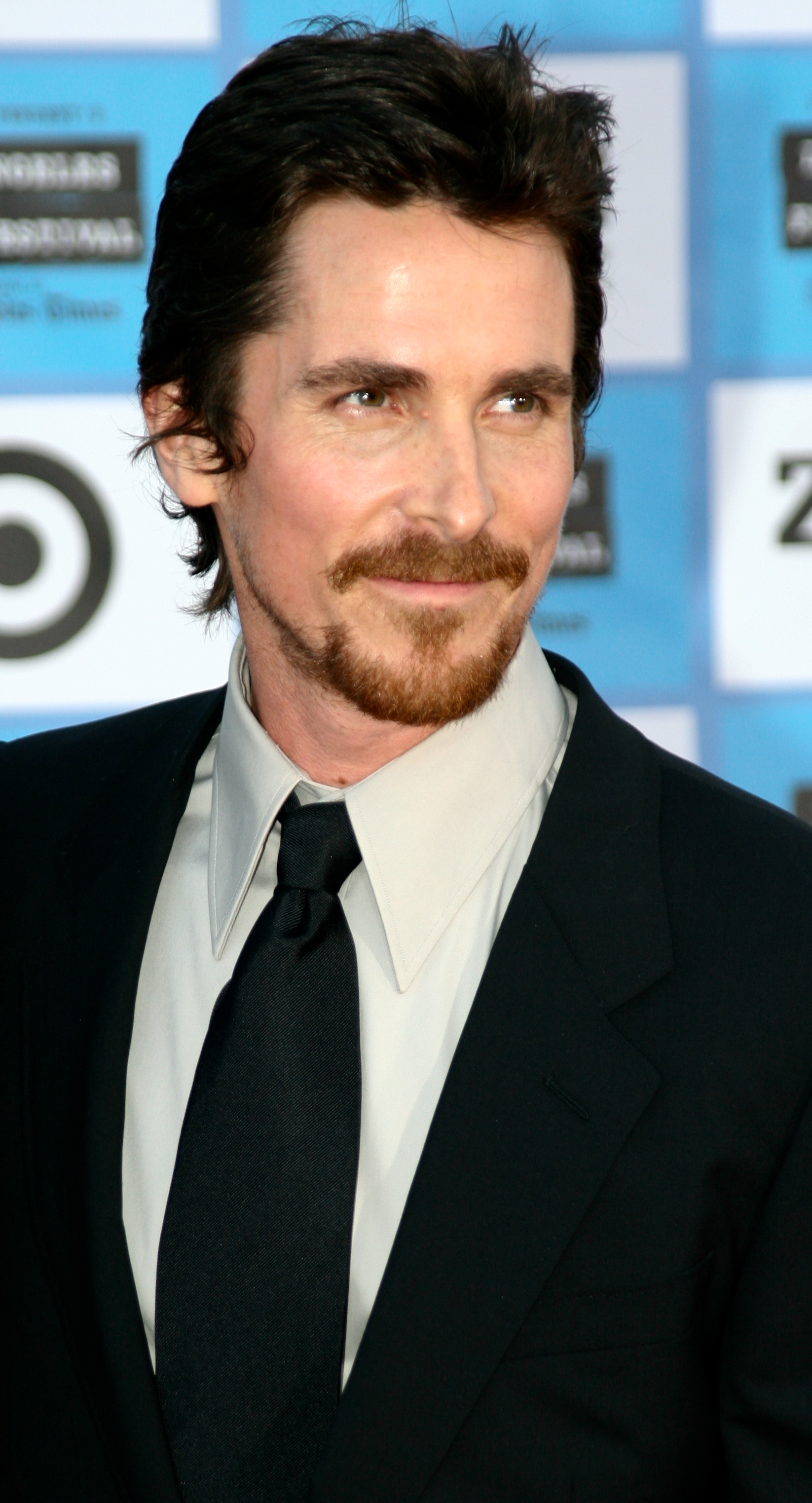
Christian Bale, interprète de Dickie Eklund.

Mark Wahlberg, également producteur du film et attaché au projet de film concernant Micky Ward, est désigné pour interpréter le rôle du boxeur surnommé le Tonnerre irlandais, pour son amitié avec le boxeur, mais aussi sur la similarité de leur éducation dans la classe ouvrière du Massachusetts. Bien avant que le tournage du film ne débute, l'acteur a emmené son entraineur sportif avec lui sur ses autres films et a travaillé sans relâche.

« Je me levais très souvent à quatre heures du matin pour transpirer deux heures à la salle de gym, prendre une douche, et ensuite jouer dans un film tout en renfilant les gants dans ma caravane entre les prises. […] Chaque jour, je m’entrainais pour devenir Micky Ward. Je savais quel genre d’attentes avait Micky, et les miennes étaient aussi élevées. Je voulais être crédible dans tous les aspects du rôle, y compris sur le ring. Je ne voulais pas compter sur le montage ou la chorégraphie. Je voulais jouer le rôle pour de vrai. »

— Mark Wahlberg, interprète de Micky Ward.
L'acteur britannique Christian Bale, choisi pour incarner le demi-frère de Micky, Dickie Eklund, un ancien boxeur devenu accro à la drogue.

« Dicky est un sacré personnage. Il avait un talent extraordinaire dont il n’a pas pris toute la mesure, mais il était aussi attiré par les extrêmes. Il a connu des hauts spectaculaires et des bas dramatiques. Dicky était naturellement doué, à tel point qu’il était capable de boire toute la nuit puis de sauter sur le ring au petit matin. Avec le temps, cela a fini par le rattraper, et exprimer tout son potentiel est devenu pour lui de plus en plus difficile. Il aurait pu devenir un très grand champion, mais malgré tous ses déboires il a toujours gardé un cœur grand comme ça. »

— Christian Bale, interprète de Dickie Eklund.
Pour préparer son rôle, Bale a réduit son régime alimentaire et a perdu vingt kilos, ce qu'il avait déjà fait auparavant pour The Machinist, dans lequel il avait perdu jusqu'à vingt-huit kilos. Il a également pris un accent de Boston pour pouvoir incarner Dickie.

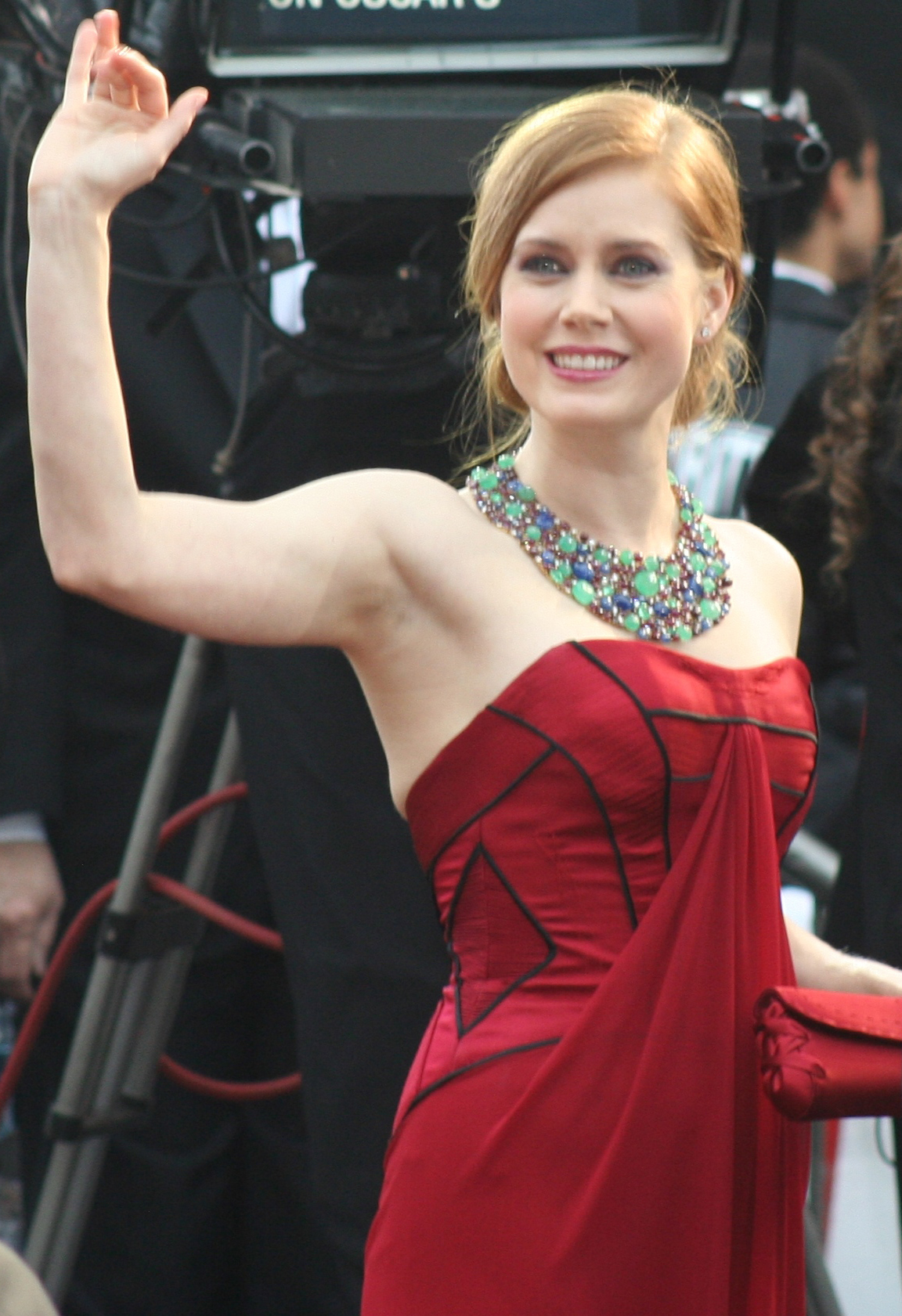
Amy Adams, interprète de Charlene Fleming.

Le personnage de Charlene Fleming, barmaid et petite amie de Micky Ward, le rôle fut attribué à Amy Adams. Connue pour avoir joué des rôles de femmes candides et optimistes (Junebug et Doute, pour lesquels elle fut nommée à l'Oscar de la meilleure actrice dans un second rôle en 2006 et 2009, mais également Il était une fois), elle a accepté de jouer dans le film pour pouvoir travailler avec Russell.

« J’ai rencontré David sur un autre film et je lui avais dit que je voulais absolument travailler avec lui. Quand il m’a téléphoné et m’a offert ce rôle, il m’a suffi de lire une scène pour savoir que je devais jouer Charlene. »

— Amy Adams, interprète de Charlene Fleming
De plus, l'actrice était ravie de se voir proposer un rôle très différent, une barmaid culottée, dure et déterminée qui sait qui elle est, disant ce qu’elle pense et n’a pas peur de donner quelques coups de poing, de ce qu'elle jouait auparavant. Elle a également, selon Russell, « changé le ton de sa voix » et que lorsqu'elle a joué Charlene, l'actrice, qui en temps normal est une personne chaleureuse, « elle a arrêté de sourire et elle est devenue plus froide. »

« Un jour, je lui ai demandé ce qui n’allait pas, et elle m’a répondu : « Rien. Je suis juste dans mon personnage. » Elle était constamment dans la peau de Charlene. Elle était incroyable. Son personnage est devenu très fort et intimidant – une fille pleine d’assurance qui a gâché pas mal d’occasions dans sa vie, mais qui a appris de ses erreurs »

— David O. Russell, réalisateur du film

« Le personnage d’Amy est une femme qui peut vous balancer une bonne droite. C’est une coriace, et c’est ce qu’il fallait pour aider Micky. Il fallait une personne aussi forte qu’elle pour l’aider à s’éloigner de cette famille aimante, mais complètement folle, qui a été pour lui aussi destructive que constructive. »

— David O. Russell, réalisateur du film

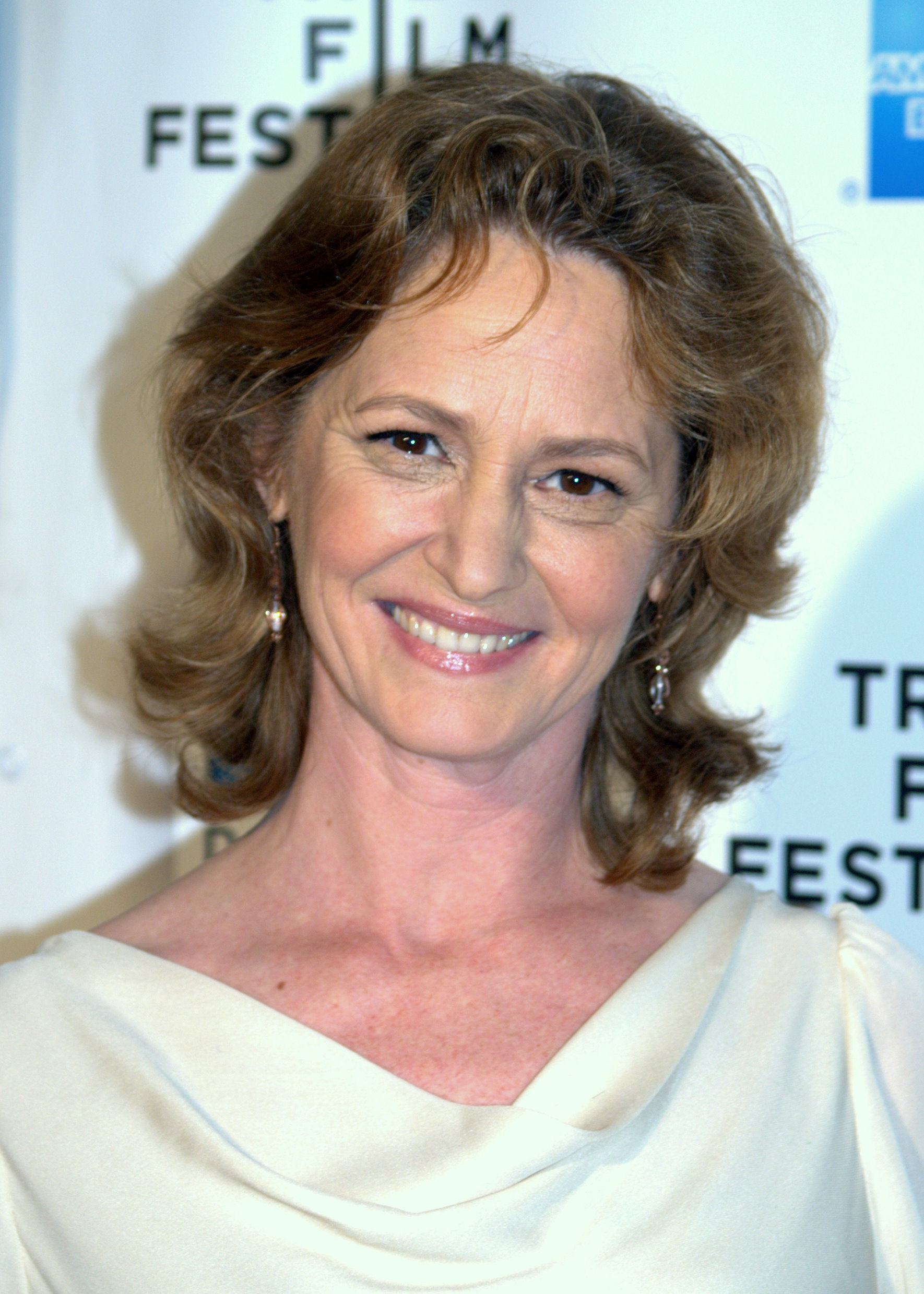
Melissa Leo, interprète d'Alice Ward.

Pour incarner Alice, la mère des deux personnages principaux masculins, le rôle fut donnée à Melissa Leo, actrice connue grâce à la série Homicide et à des films indépendants (Frozen River), qui était le premier choix de Mark Wahlberg.
Le réalisateur David O. Russell parle du personnage d'Alice :

« Alice est un personnage haut en couleur et fantastique à jouer. Elle aime ses fils et pense qu’elle doit être dure pour les aider dans le monde très brutal de la boxe. Elle gère leurs carrières et veille à ce qu’ils ne se fassent pas exploiter. Alice pense sincèrement que seule la famille peut vous protéger et vous empêcher de vous faire arnaquer. Elle est têtue et autoritaire, et elle a peur que Charlene ne lui arrache Micky, mais elle ne veut que le bien de ses fils. »

— David O. Russell, réalisateur du film.
.
Leo, fascinée par son personnage et après avoir rencontré la vraie Alice Ward, raconte :

« En rencontrant Alice, j’ai compris que ce rôle était une grande responsabilité. Nous sommes vraiment très différentes. Nous n’avons pas le même âge, nous venons de milieux sociaux différents, et nous n’avons ni la même façon de parler, ni la même vision de la vie. J’ai donc fait le grand saut pour la jouer, mais d’autres personnes ont aussi participé à la création d’Alice. »

— Melissa Leo, interprète d'Alice Ward.
À noter que la vraie Alice Ward est décédée en avril 2011, quelques mois après le triomphe du film en salles et les deux récompenses aux Oscars,.
Concernant les autres personnages, notamment le père de Micky, il est incarné par Jack McGee, acteur expérimenté connu notamment pour avoir joué dans la série Rescue Me : Les Héros du 11 septembre et de plus, Mickey O'Keefe, le policier qui avait entrainé Micky, interprète son propre rôle, d'après une idée de Wahlberg, alors qu'il n'a aucune expérience de tournage et bien qu'hésitant au départ.

### Tournage
Le tournage de Fighter débute le 13 juillet 2009 pour une durée de trente-trois jours et s'est tourné à Lowell, dans le Massachusetts, qui est la ville natale de Micky Ward, les scènes de combats ont été tournées au Centre Tsongas et les scènes de gym ont été filmées au Arthur Ramalho's West End Gym, là où Ward fut formé.

## Accueil

### Critiques
Fighter a reçu les éloges de la critique, positif dans l'ensemble, dans la presse anglophone, qui salue les performances de Wahlberg, Bale, Adams et Leo. Sur le site Rotten Tomatoes, le film obtient 90 % d'avis favorables au film, basé sur 219 commentaires collectés et une note moyenne de 7,8⁄10. Le site Metacritic lui attribue une moyenne de 79⁄100, basé sur 41 commentaires collectés. Le magazine Sport Illustrated a qualifié le film de meilleur film de sport de la décennie et l'un des meilleurs depuis Raging Bull, de Martin Scorsese (1980), avec Robert De Niro dans le rôle du boxeur Jake La Motta.
En France, l'accueil de la presse reste dans l'ensemble positif, le site Allociné proposant une note moyenne de 3.9⁄5 d'après l'interprétation de sur 25 critiques de presse.

### Box-office
Aux États-Unis, Fighter est d'abord distribué en exploitation limitée dans quatre salles et prend la dix-neuvième place du box-office en rapporte 300 010 $ lors de son premier week-end d'exploitation, pour une moyenne de 75 003 $ par salles le diffusant, ce qui en fait la troisième meilleure moyenne par salles au cours de l'année 2010 derrière Le Discours d'un roi et Black Swan. Lors de sa première semaine, le long-métrage prend la vingtième place, en engrangeant 433 935 $, pour une moyenne de 108 484 $ par salles. À partir de la semaine suivante, il est distribué dans plus de 2 500 salles et prend la quatrième place du box-office en week-end avec 12 135 468 $, pour une moyenne de 4 848 $ par salles et un total de 12 569 403 engrangées dans la période. Fighter ne sera jamais distribué au-delà de 2 534 salles et reste durant seize semaines en salles, en ayant totalisé 93 617 009 $, ce qui est un succès commercial en comparaison de son budget de 25 millions. À l'international, il enregistre 35 573 860 $, lui permettant de totaliser 129 190 869 $ de recettes mondiales, confirmant ainsi le succès du long-métrage en salles.
Toutefois, le succès de Fighter ne se confirme pas en France, puisque distribué dans plus de 200 salles, il ne parvient pas à se classer au-delà de la onzième place du box-office la semaine de sa sortie avec 137 534 entrées. Il reste dans le top 20 hebdomadaire les deux semaines suivantes avec 124 481 entrées supplémentaires, portant le cumul à 261 815 entrées.
| Pays ou région    | Box-office      | Date d'arrêt du box-office | Nombre de semaines |
| ----------------- | --------------- | -------------------------- | ------------------ |
| États-Unis Canada | 93 617 009 $    | 31 mars 2011               | 16                 |
| France            | 288 605 entrées | 4 mai 2011                 | 9                  |
| Total mondial     | 129 190 869 $   | 31 mars 2011               | 16                 |

## Distinctions

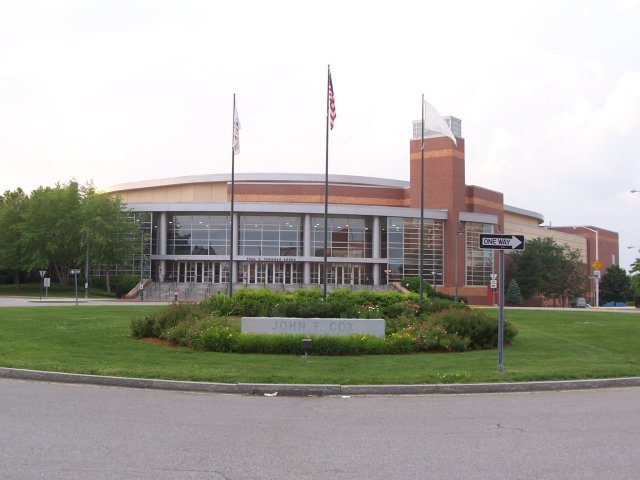
Le Tsongas Center, à Lowell, dans le Massachusetts, un des lieux ou fut tourné le long-métrage.

Voici la liste des distinctions principales de Fighter obtenues entre 2010 et 2011.

### Récompenses
- National Board of Review 2010 : 
  - Meilleur acteur dans un second rôle (Christian Bale)
  - Top Ten Films
- Golden Globes 2011 :
  - Meilleur acteur dans un second rôle (Christian Bale)
  - Meilleure actrice dans un second rôle (Melissa Leo)
- Oscars 2011 :
  - Meilleur acteur dans un second rôle (Christian Bale)
  - Meilleure actrice dans un second rôle (Melissa Leo)

### Nominations
- Satellite Awards 2010 :
  - Meilleur acteur dans un second rôle (Christian Bale)
  - Meilleure actrice dans un second rôle (Amy Adams)
- Golden Globes 2011 :
  - Meilleur réalisateur (David O. Russell)
  - Meilleur film dramatique
  - Meilleur acteur dans un film dramatique (Mark Wahlberg)
  - Meilleure actrice dans un second rôle (Amy Adams)
- Oscars 2011 :
  - Meilleur film
  - Meilleur réalisateur (David O. Russell)
  - Meilleure actrice dans un second rôle (Amy Adams)
  - Meilleur scénario original (Scott Silver, Paul Tamasy et Eric Johnson)
  - Meilleur montage (Pamela Martin)

## Exploitation en vidéo
- The Fighter - 1 DVD sorti le 15 mai 2011 édité par Paramount[40]
- Fighter - 1 DVD sorti le 24 août 2011 édité par Metropolitan Film et Vidéo[41]